# Donji Krivodol
Donji Krivodol (cyr. Доњи Криводол) – wieś w Serbii, w okręgu pirockim, w gminie Dimitrovgrad. W 2011 roku liczyła 11 mieszkańców.